# Ciclismo nos Jogos Pan-Americanos de 2007 - Estrada contra o relógio feminino
A competição contra o relógio feminino foi um dos eventos do ciclismo de estrada nos Jogos Pan-Americanos de 2007, no Rio de Janeiro. A prova foi disputada no Parque do Flamengo em 15 de julho as 13h00 (UTC-3) com 13 ciclistas de 9 países.

## Medalhistas
| Ouro   | CAN Anne Samplonius    |
| Prata  | MEX Alessandra Grassi  |
| Bronze | BRA Clemilda Fernandes |

## Resultados
| Pos.              | Ciclista               | País                     | Tempo    |
| ----------------- | ---------------------- | ------------------------ | -------- |
| Medalha de ouro   | Anne Samplonius        | CAN Canadá               | 26m23s70 |
| Medalha de prata  | Alessandra Grassi      | MEX México               | 27m51s19 |
| Medalha de bronze | Clemilda Fernandes     | BRA Brasil               | 28m15s89 |
| 4                 | Dalila Rodríguez       | CUB Cuba                 | 28m17s20 |
| 5                 | Kimberly Geist         | USA Estados Unidos       | 28m21s69 |
| 6                 | Evelyn García          | ESA El Salvador          | 28m31s47 |
| 7                 | Paola Madrian          | COL Colômbia             | 28m44s68 |
| 8                 | Joelle Numainville     | CAN Canadá               | 28m49s19 |
| 9                 | Jessica Compiano       | ARG Argentina            | 29m21s16 |
| 10                | Yudelmis Domínguez     | CUB Cuba                 | 29m41s09 |
| 11                | Anne Gúzman            | DOM República Dominicana | 30m06s29 |
| 12                | Sandra Gómez Sánchez   | COL Colômbia             | 30m15s46 |
| —                 | Verónica Leal Balderas | MEX México               | DNS      |